# 古晉南市市政廳
古晋南市市政厅（英語：Council of the City of Kuching South，简称MBKS）是馬來西亞砂拉越古晋地区的地方政府，隶属砂拉越州政府。